# Litoria nasuta
Litoria nasuta is een kikker uit de familie Pelodryadidae. De soort werd lange tijd tot de familie boomkikkers (Hylidae). In de literatuur wordt daarom vaak de verouderde situatie vermeld.De soort werd vroeger tot de geslachten Pelodytes en Hyla gerekend, waardoor de literatuur niet altijd eenduidig is. De soort werd voor het eerst wetenschappelijk beschreven door John Edward Gray in 1842. Oorspronkelijk werd de wetenschappelijke naam Pelodytes nasutus gebruikt.

## Uiterlijke kenmerken
De mannetjes worden maximaal zo'n 45 millimeter lang, vrouwtjes tot 55 mm. De kleur is lichtbruin tot roodbruin met een grillige vlektekening op de rug, een brede strook op het midden van de rug is duidelijk lichter van kleur. Aan de rugzijde zijn onregelmatige klierlijsten en -bulten aanwezig. De trommelvliezen of tympana zijn direct achter de ogen gepositioneerd, ze zijn enigszins komvormig. Het opvallendste kenmerk is de zeer lange en spitse snuit en de goed ontwikkelde achterpoten.

## Verspreiding en habitat
Litoria nasuta komt voor in de noordelijke tot de oostelijke kuststrook van Australië en zuidelijk Papoea-Nieuw-Guinea. De habitat bestaat uit meer open bossen en bosranden bij moerassen. De kikker leeft in de strooisellaag en jaagt hier op insecten en andere kleine ongewervelden.

## Algemeen
Litoria nasuta behoort tot het geslacht Litoria, waarvan de meeste soorten sprekend lijken op de Europese boomkikker; een groene kleur, gladde huid en een strikt boombewonende levenswijze. Litoria nasuta wijkt hier echter sterk van af; de kikker leeft op de bodem en heeft een bruine, vlekkerige huid die erg ruw aandoet.
De kikker is een van de zogenaamde raketkikkers, er is beschreven dat een sprong gemaakt kan worden van maar liefst vier meter. Dit is honderdmaal de lengte van het dier zelf. Ook kikkers uit andere families worden echter raketkikker genoemd, zoals enkele soorten uit het geslacht Colostethus, die behoren tot de pijlgifkikkers en niet verwant zijn.